# Zanthoxylum pilosulum
Zanthoxylum pilosulum là một loài thực vật có hoa trong họ Cửu lý hương. Loài này được Rehder & E.H. Wilson miêu tả khoa học đầu tiên năm 1914.